# 叉尾平头鳅
叉尾平头鳅（学名：Oreonectes furcocaudalis）为鳅科平头鳅属的鱼类。在中国，分布于广西融水县城郊的地下河以及地下洞穴中。魚體延長且側扁，口下位，觸鬚3對，眼小，體被小鱗片，側線不完全，體灰色，背部帶黃色，尾鰭叉形，體長可達5.9公分。该物种的模式产地在广西融水县城郊的地下河中。

## 扩展阅读
維基物種上的相關：叉尾平头鳅